# Heinz Heim

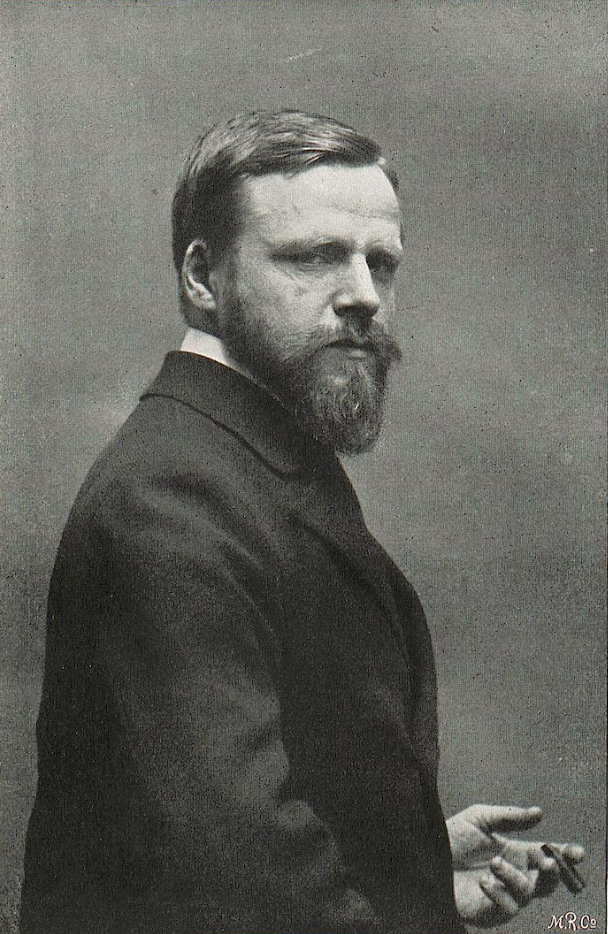
Heinz Heim (1894)

Heinz Heim (eigentlich Heinrich Wilhelm Heim; * 12. Dezember 1859 in Darmstadt; † 12. Juli 1895 ebenda) war ein deutscher Genremaler und Zeichner.

## Leben
Heinz Heim war ein Sohn des Architekten Ernst Wilhelm Heim (1823–1892) und dessen Ehefrau Franziska, geb. Heydte.
Nach einem abgebrochenen Architekturstudium an der TU Darmstadt studierte er von 1880 bis 1886 Malerei an der Münchner Akademie bei Alexander Strähuber, Gyula Benczúr, Ludwig von Löfftz und Wilhelm von Lindenschmit der Jüngere. Dabei gewann er eine Reihe von Preismedaillen und tat sich vor allem mit seinen Aktzeichnungen hervor. Bald übernahm er Tätigkeiten in der Lehre, so leitete er 1882 eine Natur-Klasse, 1884 eine Akt-Klasse und erledigte 1885 die Korrektur im Antikensaal. 1884/1885 gab er Abendkurse in Aktmalerei an der Damenakademie des Münchner Künstlerinnenvereins.
Im Jahre 1886 ging Heim nach Paris, wo William Adolphe Bouguereau, Tony Robert-Fleury und François Flameng seine Lehrer waren. Stark beeinflusst wurde er auch von Henri Fantin-Latour. Im Herbst 1887 hielt sich Heim in Mainz auf. Im Jahr 1890 lebte er wieder in München.
Wegen seines schlechten Gesundheitszustandes schlug Heim Rufe zu Professuren aus und kehrte in seine südhessische Heimat zurück.
Die Sommer der folgenden Jahre verlebte er in Schlierbach im Odenwald.
In den Wintermonaten lebte er in Darmstadt.
Eine schwere Nierenerkrankung ab dem Jahr 1888 verursachte eine Einschränkung des Sehvermögens.
Im Alter von 35 Jahren verstarb Heim an den Folgen seiner Erkrankung am 12. Juli 1895 in Darmstadt.
Bestattet wurde Heinz Heim in Darmstadt; sein Grabmal wurde von Ludwig Habich gestaltet.

## Werk
Heim schloss sich der damals im Entstehen begriffene Münchner Sezession an.
Er malte zuerst Armeleutebilder im Sinn der neuen Lehre von Licht und Farbe.
In den letzten Lebensjahren schuf Heim hauptsächlich Bilder mit Motiven des hessischen Bauernlebens.
Durch Modellstudien gelangte er zu immer reiferen stilistischen und koloristischen Verfeinerungen.
Er bevorzugte Motive aus dem Volksleben, die Bauern bei der Arbeit auf Wiese und Feld und während der Sonntagsruhe.
Weitere Motive waren Wirtsstuben und Wohnungen, spielende Kinder, Mädchen bei der Arbeit im Handwerk und verträumte Mädchen.
Heim schuf Rötelzeichnungen von lebenden Modellen, Akte, Figuren in Landschaften etc.
Er fertigte Zeichnungen mit einer möglichst weichen Flächenbehandlung im vibrierenden Licht mit zartesten Licht- und Farbübergängen vor einem absichtlich unbestimmt gehaltenen Hintergrund.
Heim nannte dies „Malen ohne Farben“.
Mit seinen prachtvollen Rötelzeichnungen gewann Heim in Barcelona, Chicago, Dresden, London und München Diplome und Medaillen.

## Museen, Galerien und Ausstellungen (Auswahl)
- Pfründner (Rötel, 1888).
- Der einsame Gast (1889).
- Strickschule im Odenwald (1889).
- Das Konzert (Rötel, 1891).
- Kaffeegesellschaft (Rötel, 1891).
- Des Löwen Erwachen (Rötel, 1891).

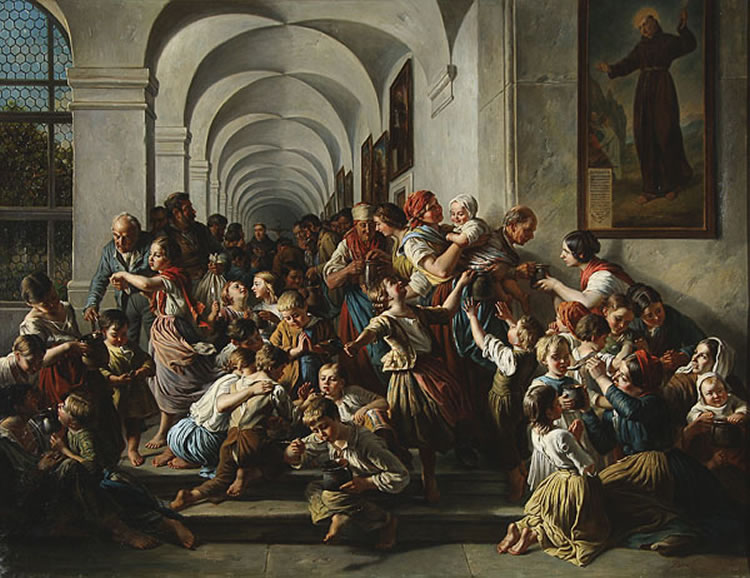
Die Klostersuppe

- Die Verlassene/Mädchen am Fenster (1892).
- Kugelspieler (1893).
- Sonntagmorgen im Odenwald (1894).
- Bei der Toilette (1894).
- Der Halbakt eines eingeschlafenen Jungen (um 1894).
- Frauenakt.
- Das unvollendete Mädchen im Grünen (Idyll).

Die Gemälde signierte Heim meist mit vollem Namen, Jahr und Ort.
Die Zeichnungen signierte er mit Hz. Heim, Jahr und Ort.
Nach Heims Tod veranstaltete der hessische Kunstverein in Darmstadt eine Gedächtnisausstellung.
Eine große Kollektivausstellung bei der hessischen Landesausstellung in Darmstadt im Jahre 1908 zeigte auch Bilder und Zeichnungen von Heim.